# HitchBOT
Vous lisez un « bon article » labellisé en 2017.

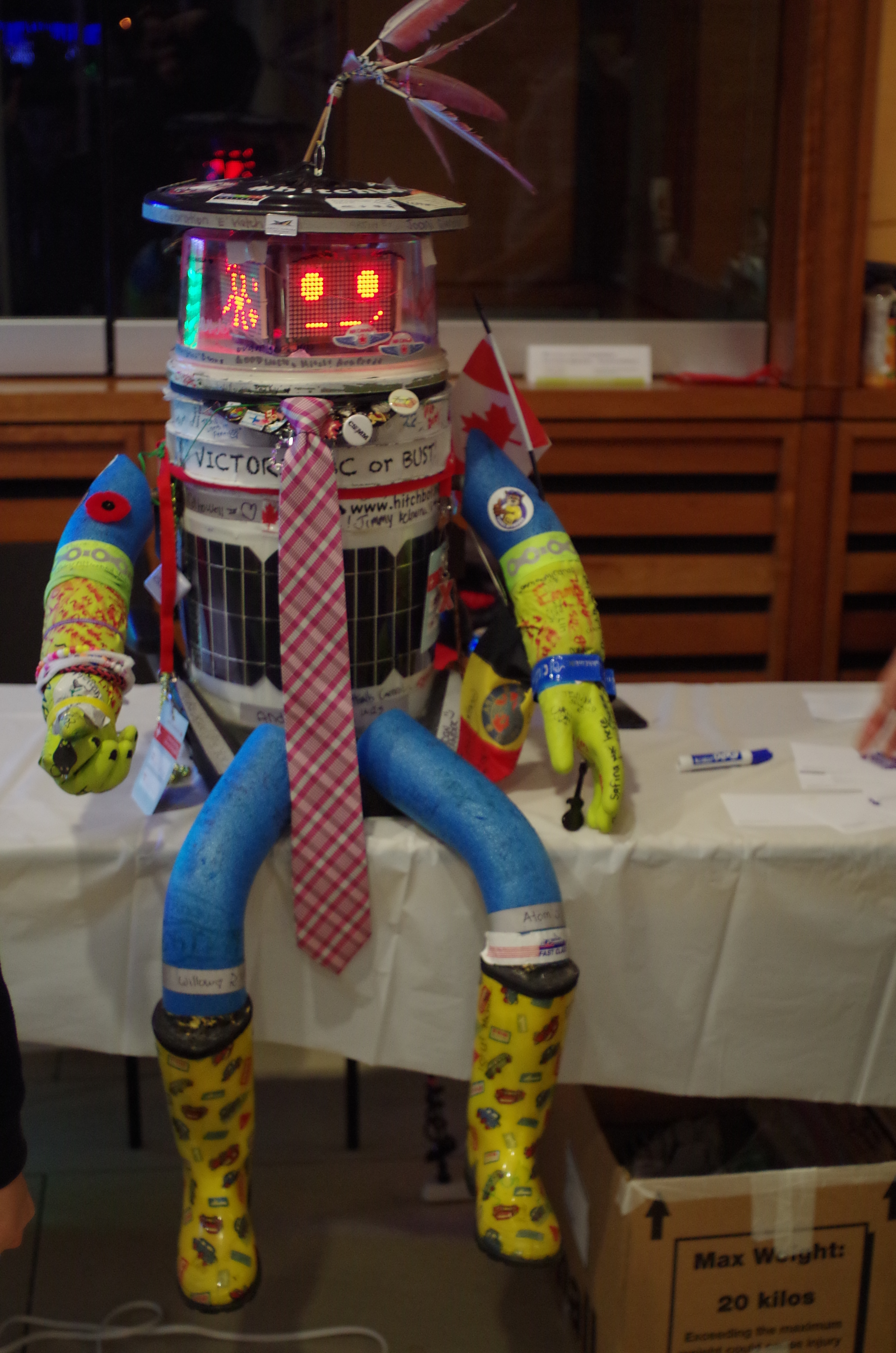
HitchBOT de passage à Toronto.

HitchBOT (de l'anglais « hitch » : « auto-stop », et « bot », abréviation de « robot ») est un robot auto-stoppeur créé par une équipe canadienne dans le cadre d'un projet artistique. Il n'a pas la possibilité de se mouvoir seul, mais, doté de modules de reconnaissance vocale et d'expression orale, il a la capacité de se faire comprendre dans le but d'être transporté vers une destination décidée par les créateurs. Durant ses périples, le robot ne reçoit aucune aide de la part de ceux-ci, qui le laissent seul dans les mains de personnes inconnues. L'équipe chargée de le suivre à distance, sans la moindre intervention physique, récolte seulement des informations sur sa position géographique, ainsi que la réaction, sur les réseaux sociaux, des personnes ayant pris en charge le robot.
Il traverse avec succès le Canada durant l'été 2014. En 2015, en Allemagne, une équipe de tournage le suit en permanence durant les quelques jours de son trajet. Plus tard dans la même année, le robot participe à des démonstrations culturelles aux Pays-Bas. Lors de sa quatrième sortie, organisée aux États-Unis, il est retrouvé démembré le 1er août 2015 à Philadelphie (Pennsylvanie, États-Unis). Sa carcasse, rapatriée au Canada, est exposée au musée des sciences et de la technologie du Canada.

## Historique et description
Le projet débute en 2013, à l'initiative de David Harris Smith et Frauke Zeller, notamment dans le but d'observer la réaction des humains face aux robots. Bien qu'entouré par des universitaires, le robot ne fait pas officiellement partie d'un programme spécifique, car il ne serait pas possible pour les chercheurs d'analyser directement le comportement du robot. Il s'inscrit plutôt dans des investigations sur ce que ses créateurs appellent la « robotique culturelle », pendant réflexif de l'art robotique.
D'après Frauke Zeller, « il s’agit d’un projet artistique à l’état sauvage auquel les personnes sont invitées à participer », « nous souhaitons voir ce que font les personnes avec ce type de technologie lorsque l’on leur en donne l’occasion ». David Harris Smith ajoute qu'« [ils veulent] créer une chose qui soit quelque peu narrative, avec un sens de l'aventure ».
L'un des rares souhaits des créateurs, indispensable à la réussite du projet, est que le robot ne se trouve pas dans l'une des deux situations suivantes. Il ne faut pas qu'il soit laissé sur des routes très passantes : les véhicules seraient peu susceptibles de s'arrêter pour observer un objet sur le bord de la route. Il faut également que l'appareil soit régulièrement chargé, dans le cas contraire il ne pourrait plus communiquer. Pour remédier à ce dernier problème, des instructions sont écrites sur le côté du robot.

### L'équipe de conception
En 2013, le projet est amorcé par David Harris Smith de l'université McMaster de Hamilton et de Frauke Zeller de l'université Ryerson de Toronto. Cette dernière possède un doctorat sur les interactions entre les humains et les robots, ainsi qu'une habilitation universitaire dans l'étude des médias et des communications, tandis que David Harris Smith, également titulaire d'un doctorat, est notamment professeur assistant au département des Communications et du Multimédia, et directeur de recherches à macGRID Simulation Research Network.
Les deux co-créateurs sont accompagnés par une équipe de chercheurs, parmi lesquels Ebrahim Bagheri, professeur assistant à l'université Ryerson, responsable de l'interface de programmation donnant les connaissances au robot, basées sur les données de Wikipédia, et Frank Rudzicz, professeur assistant à l'université de Toronto, chargé de la communication avec les personnes ayant des particularités linguistiques ou souffrant de troubles cognitifs ou physiques atteignant l'expression orale. D'autres chercheurs participent au projet : Alanna Mager, Colin Gagich, Dominik Kaukinen, Lily Beaul, Jacky Au Duong, mais également Diego Santos et Meaghan Carrocci.

### Le robot
Le robot, de la taille d'un enfant de six ans, est équipé de modules de reconnaissance vocale et d'expression orale avec une voix féminine. Ce module lui permet d'avoir des interactions sociales, telles que chanter, raconter, jouer aux devinettes, discuter dans une moindre mesure, etc. Les discussions sont parfois difficiles en raison de l'incohérence des réponses du robot et du défaut de capacité de stockage des informations échangées. Lors de son premier voyage, il ne s'exprime que dans une seule langue, l'anglais, mais il s'adapte ensuite à l'allemand sans pour autant avoir la capacité de s'exprimer dans les deux langues simultanément en raison de difficultés techniques. C'est une tablette tactile Samsung Nexus 10, assistée de modules GPS et de reconnaissance vocale, qui lui sert d'intelligence. Le robot est alimenté par un panneau solaire ou par une prise allume-cigare. Cela permet de subvenir aux besoins de ses composants électroniques. Il est possible de suivre ses pérégrinations sur les réseaux sociaux et sur son site officiel à l'aide d'un GPS et d'une connexion 3G. La caméra installée sur le robot permet de prendre une photographie toutes les 20 minutes, avec la possibilité de les diffuser sur les réseaux sociaux si le conducteur et les autres passagers du véhicule dans lequel il a embarqué sont d'accord. Un panneau de DEL lui sert de visage et lui permet de simuler des yeux et un sourire. Les pièces nécessaires à l'assemblage du robot ont coûté environ 1 000 dollars.
Tout est fait dans l'apparence du robot pour inspirer la confiance, son aspect simple permet de ne pas rebuter les personnes qui hésiteraient à s'approprier un objet technologique qu'ils ne maîtrisent pas. L'ensemble pèse environ 6,8 kilogrammes pour une taille légèrement supérieure à 1 mètre. Un vieux seau lui sert de corps et les éléments électroniques composant son « visage » sont protégés par une cloche à dessert. Au bout de ses bras réalisés avec des « frites » (flotteurs de natation) de couleur bleue, le robot porte des gants de jardinage jaune canari. Pour son ultime voyage, une de ses mains tient le drapeau des États-Unis et l'autre son pouce levé. Le robot tient debout à l'aide d'une béquille télescopique et dans un véhicule, il peut être attaché comme un siège auto pour enfant. Il est également doté de bottes en caoutchouc. Autour de son corps cylindrique, la mention « San Francisco or bust » (soit « San Francisco ou rien », qui est également un jeu de mots puisque « bust » peut signifier « cassé ») indique son lieu de destination lors de son voyage estival en 2015.

## Voyages

### Canada

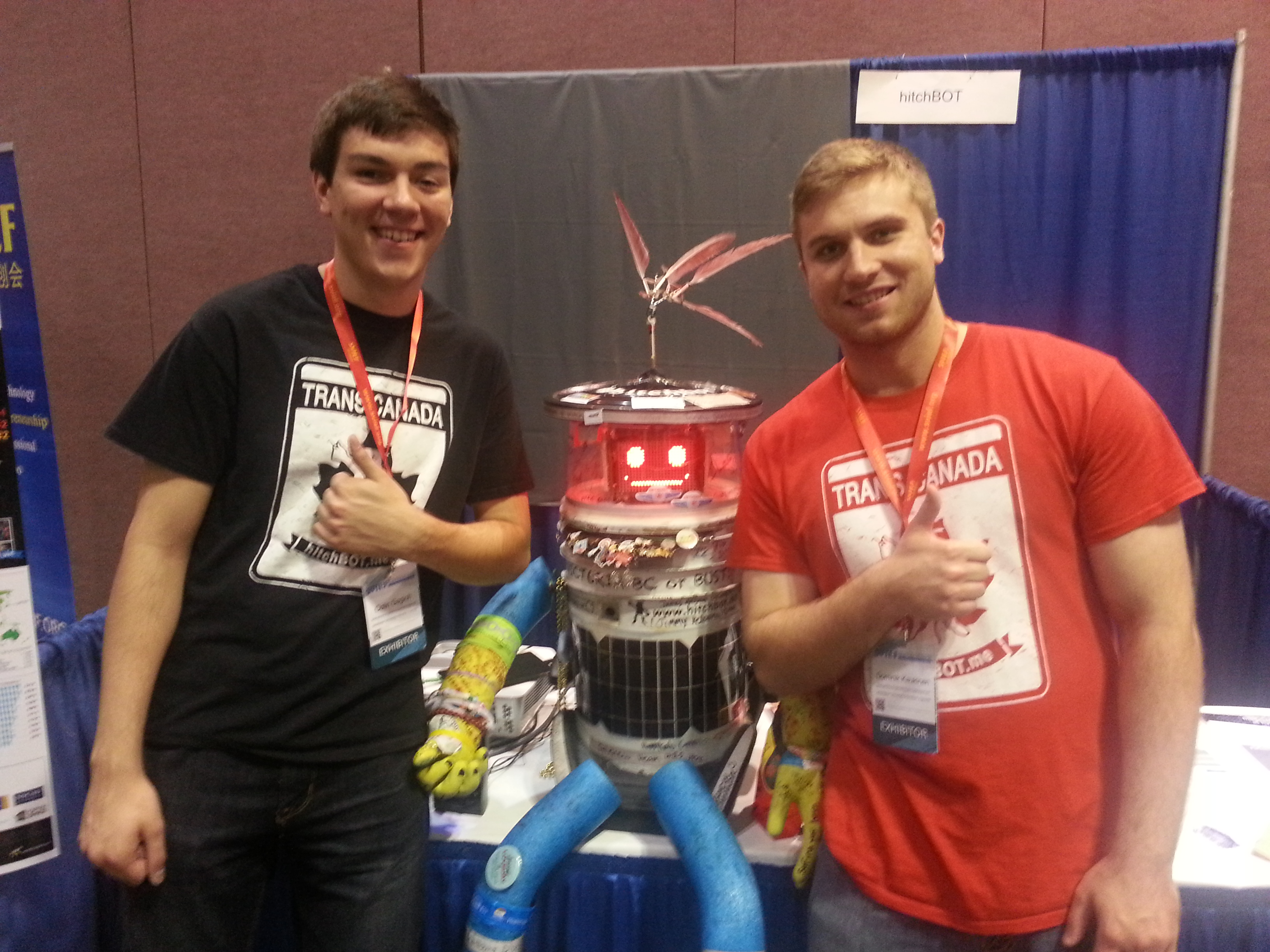
Deux étudiants de l'Université McMaster posent à côté du robot.

HitchBOT tente de parcourir le Canada en auto-stop depuis Halifax jusqu'à Victoria, sur un parcours de plus de 6 000 kilomètres. Le robot part de l'Institut de Créativité Appliquée de l'université Nova Scotia College of Art and Design le 27 juillet 2014. 
Durant la première semaine, le robot est transporté sur une distance de 2 000 kilomètres et passe par l'île Manitoulin,. Il accomplit les 800 kilomètres entre la ville de Québec et de Toronto en un seul trajet. Il passe également par Golden en Colombie-Britannique.
Une fois arrivé à Victoria, il est établi que le robot a été transporté sur un total de 10 869 kilomètres en dix-neuf étapes. Après un périple de 26 jours et particulièrement aidé par la curiosité des automobilistes, le robot n'est que légèrement endommagé. L'un de ses bras mécaniques ne fonctionne plus et le plastique au niveau de sa tête est détérioré.

### Europe: Allemagne et Pays-Bas

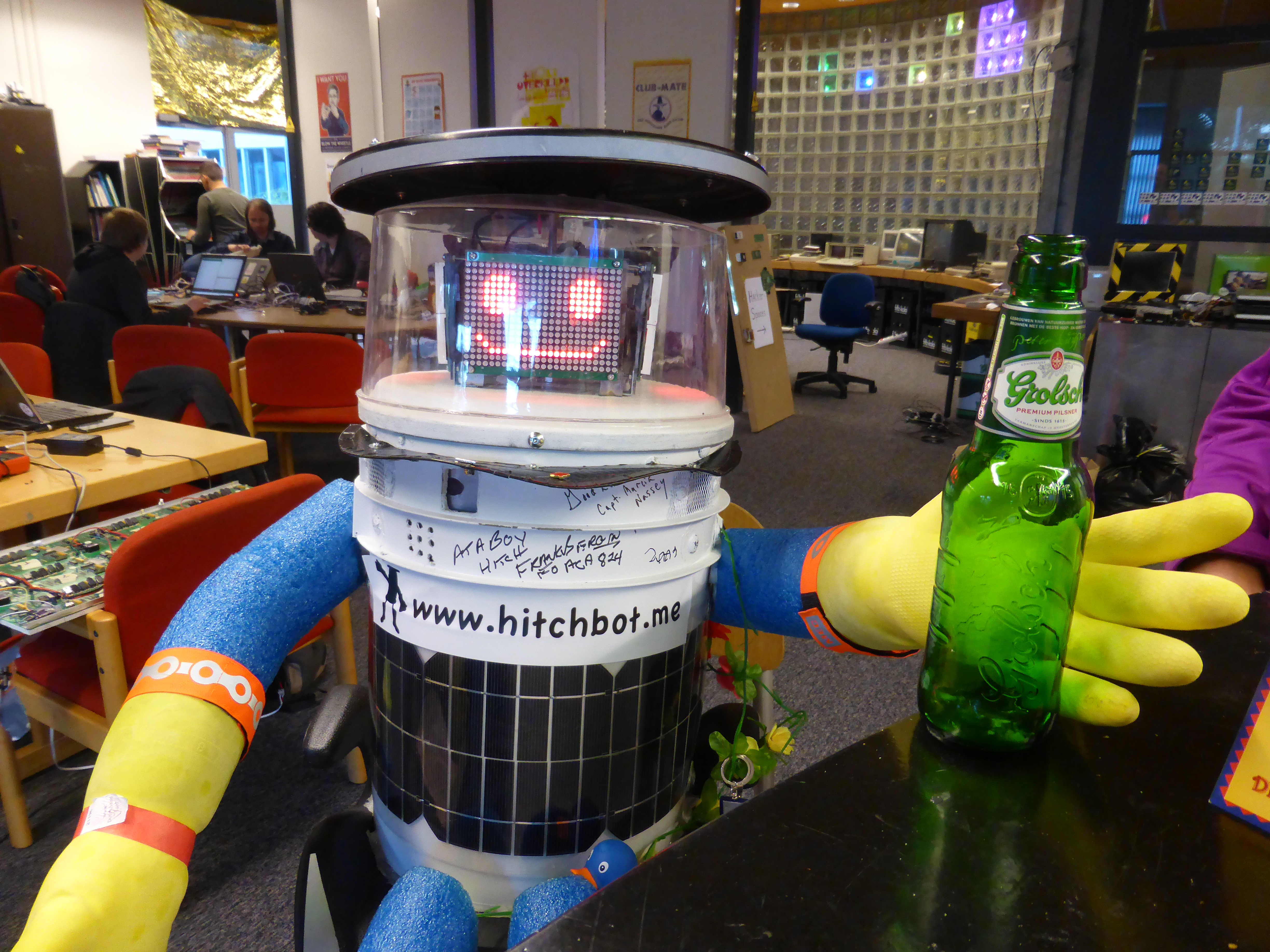
HitchBOT visite le TkkrLab aux Pays-Bas.

À la suite de l'invitation d'une émission télévisée allemande, l'expérience est reconduite avec un voyage de dix jours en Allemagne, pays d'origine de la co-créatrice Frauke Zeller, entre le 13 et le 22 février 2015. Le robot est notamment conduit à Munich, Cologne, Francfort, Hambourg, Berlin ou au château de Neuschwanstein,, avec la présence permanente d'une équipe de tournage de l'émission Galileo.
Quatre mois plus tard, du 7 au 24 juin, une seconde expérience a lieu aux Pays-Bas dans le cadre d'événements artistiques et culturels organisés à Enschede . L'expérience, qui se déroule sans encombre, n'est pas la même que celle conduite au Canada et en Allemagne puisque le robot est reconduit chaque soir dans la galerie d'art de Concordia après avoir participé à des démonstrations durant la journée.

### États-Unis
| \| Times Square Lincoln Memorial Myrtle Beach Walt Disney World Cloud Gate Gateway Arch Jazz Mont Rushmore Yellowstone Seattle Grand Canyon Las Vegas Hollywood General Sherman Là-haut San Francisco Marblehead Philadelphie Boston \| Localisation géographique des seize missions d'HitchBOT, de ses lieux de départ, d'arrivée et de destruction |
| Times Square Lincoln Memorial Myrtle Beach Walt Disney World Cloud Gate Gateway Arch Jazz Mont Rushmore Yellowstone Seattle Grand Canyon Las Vegas Hollywood General Sherman Là-haut San Francisco Marblehead Philadelphie Boston |

#### Parcours
Après avoir voyagé au Canada et en Allemagne, HitchBOT commence le 17 juillet 2015 la traversée des États-Unis d'est en ouest. Pour cette nouvelle traversée, l'équipe de conception d'Hitchbot va le déposer au bord d'une route, comme elle l'a fait l'année précédente au Canada. Ensuite, le module linguistique doit permettre au robot de se faire comprendre des passants afin que ces derniers puissent le prendre et le rapprocher de sa destination. Le robot n'a pas d'itinéraire préétabli mais il doit se rendre à San Francisco, en Californie. Son parcours est néanmoins orienté par une liste d'activités à accomplir dans des lieux déterminés, telles que passer par Times Square, le mont Rushmore ou le Grand Canyon. Avant le début de la traversée des États-Unis, il est présenté au musée Peabody Essex à Salem dans le Massachusetts. 
Le 17 juillet, le robot part de Marblehead dans le Massachusetts. Le lendemain, il atteint Gloucester, puis Boston le 21 juillet 2015. Il y connaît des difficultés à trouver un conducteur prêt à lui faire poursuivre son aventure vers New York. Néanmoins, cela lui permet d'assister, le 24 juillet, à un match de baseball des Red Sox de Boston, participer à une ola d'un match étant l'un des seize objectifs à réaliser lors du voyage.
Il passe une journée à Rhode Island avant d'arriver à New York et visite les studios de NBC. En se rendant à Times Square, il accomplit son deuxième objectif.

#### Destruction
Le 1er août 2015, il est vandalisé à Philadelphie, en Pennsylvanie, après avoir parcouru 480 kilomètres en deux semaines. Bien qu'il soit équipé d'une caméra prenant des photographies régulièrement, cela ne permet pas d'identifier le vandale. La carcasse du robot est renvoyée au Canada.
Les créateurs d'HitchBOT reçoivent une photo du robot démembré via Twitter, mais ils ne parviennent pas à le localiser immédiatement avec précision, ses batteries étant vides. Deux plaisantins de Philadelphie diffusent une prétendue vidéo de surveillance censée montrer les derniers moments du robot, puis reconnaissent qu'il s'agissait d'un faux. Les dégâts, jugés irréparables par les chercheurs canadiens, ont peut-être été causés par une personne voulant simplement détruire le robot par plaisir, ou pour récupérer ses composants électroniques ou ayant une crainte des robots. Cependant, des éléments conduisent à soupçonner les derniers conducteurs d'avoir organisé la destruction du robot afin d'être mieux médiatisés sur YouTube.

## Bilan
Dans la semaine suivant la destruction, les initiateurs du projet « [consacrent] toute [leur] attention à la question suivante : que pouvons-nous apprendre de cet événement ? » Pour l'analyse, ils se basent sur les résultats obtenus par la collecte des données diffusées par des internautes sur les réseaux sociaux. Les échanges avec le robot ne sont pas enregistrés, ils ne peuvent pas servir de base de travail.
La popularité du robot le conduit paradoxalement à rencontrer des difficultés à se déplacer : il reste bloqué sept jours à Boston. En effet les personnes qui trouvent HitchBOT préfèrent passer du temps avec lui, en diffusant des photos du robot faisant des activités insolites sur les réseaux sociaux, plutôt qu'à le transporter d'un lieu à un autre. La destruction du robot conduit à la publication de nombreux articles de presse, relatant ses péripéties, au point que le terme « hystérisation » est employé. 
En raison de l'échec du projet qui consistait à rallier San Francisco, la presse apporte une réponse négative à la question posée avant le lancement : « Les robots peuvent-il avoir confiance en l’Homme ? ». Mais des nuances sont apportées puisque la destruction n'est due qu'à un fait isolé et que le robot est parvenu auparavant à traverser le Canada et à séjourner en Europe sans rencontrer le moindre incident. Pour les créateurs, la réponse est à l'opposé de celle des médias : « À ce stade de l'étude, on peut répondre : habituellement oui ». Kate Darling, experte dans l'éthique des robots au MIT, rejoint l'opinion des concepteurs en s'étonnant que l'incident, qu'elle juge inéluctable, ait tant tardé à se produire. 
Il y a eu une réaction massive d'internautes déçus par la destruction, et d'autres pour s'en réjouir. Ces derniers s'opposent à l'entrée progressive des robots autonomes dans le domaine public.
Pour Richard R. Bennett, professeur de droit à l'American University, et Jeff Ferrell, professeur de sociologie à la Texas Christian University, l'incident de Philadelphie met en exergue la culture de la violence plus développée aux États-Unis que dans d'autres pays : à Philadelphie, au mois de juillet 2015, 33 meurtres sont recensés.

## Postérité du projet

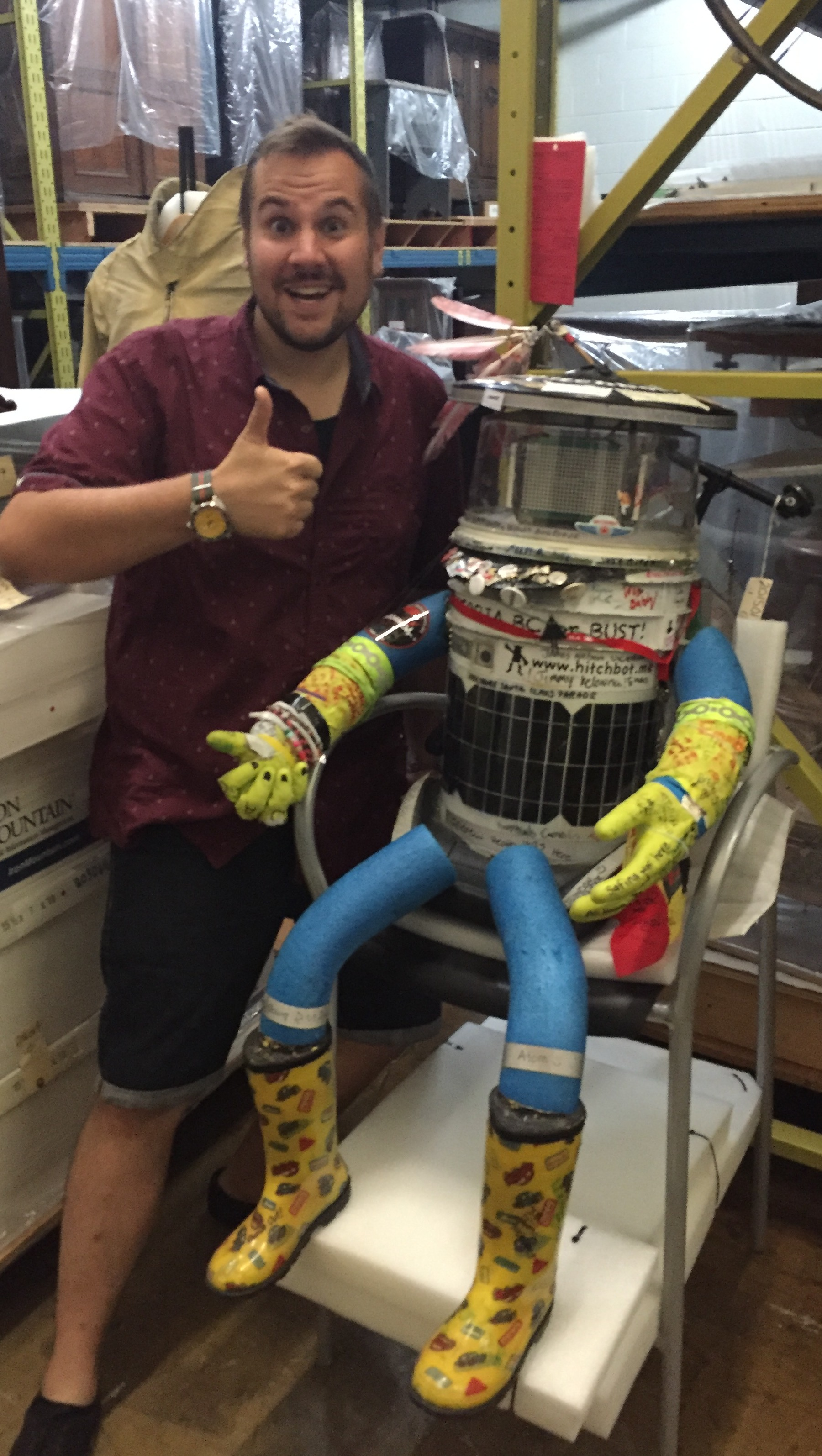
La carcasse du HitchBOT original, située dans les locaux du musée des sciences et de la technologie du Canada.

Les créateurs reçoivent de nombreuses propositions afin de permettre la poursuite du projet. Même si aucune décision n'est prise immédiatement après l'incident, l'équipe s'exprime sur Twitter au sujet du robot en ces termes : « Mon voyage vient de prendre fin, pour l'instant ». Pendant que les restes du robot sont acheminés vers le Canada, l'équipe de chercheurs émet plusieurs hypothèses relatives à la poursuite de son projet après la construction d'un nouveau robot dont la durée est estimée à trois mois. Il est proposé que le robot, une fois réparé, se rende dans les écoles à la rencontre des enfants, ou poursuive son objectif interrompu en recommençant le parcours pour rejoindre San Francisco.
Parmi les propositions reçues, un groupe proche du lieu de la destruction envisage de réparer HitchBOT. The Hacktory, une association promouvant l'intégration de la technologie dans les arts, souhaite obtenir l'aval des créateurs du projet pour se lancer dans les réparations. Selon eux, après avoir réuni les pièces nécessaires, il ne faudrait que deux semaines pour le remettre en état de fonctionnement. Le financement de cette opération est envisagé par une campagne de financement participatif.
En décembre 2015, le sort du HitchBOT original est scellé. Les créateurs ne souhaitent pas réutiliser ce modèle. Néanmoins, ils envisagent de l'exposer au musée des sciences et de la technologie du Canada lors de sa réouverture en novembre 2017.

### Apparition de projets frères
La communauté de The Hacktory met au point le PhillyLoveBOT. Ce projet consiste à réaliser une bonne action et à en diffuser la preuve sur les réseaux sociaux, puis à donner le robot en main propre à une autre personne. Dans le cadre de ce projet, le robot n'est qu'un simple témoin de passage et n'a pas une vocation à se déplacer comme pour le robot Hitchbot.
Une radio locale lance également un projet humoristique avec le Pope Bot. Le robot qui a le même aspect que HitchBot mais est accoutré de quelques ornements et insignes pontificaux, a pour objectif de prouver au Vatican la sécurité de la ville de Philadelphie. Cette dernière accueille en effet le pape François au mois de septembre 2015. Ce robot, comme le PhillyLoveBOT, n'a pas vocation à se rendre dans un lieu déterminé. Il doit juste être déplacé par n'importe quelle personne le désirant. Celle-ci a alors deux heures pour le faire et doit indiquer la nouvelle position du robot sur les réseaux sociaux.

### Analyses du projet
HitchBOT étant une première expérience d'interaction avec un robot dans le monde réel, son histoire fut étudiée du point de vue éthique et social. On en conclut par exemple qu'il est plus difficile de frapper un robot après lui avoir donné un nom et une histoire. Comme la plupart des gens ont répondu avec empathie à HitchBOT, et ce jusqu'à sa destruction, on peut considérer qu'il n'est pas éthique de frapper ou vandaliser un robot.
Selon les créateurs du projet, HitchBOT pose non seulement la question de savoir si les robots peuvent avoir confiance en l'Homme mais surtout, il amène à s'interroger sur la capacité des humains à se faire confiance entre eux pour s'occuper des biens communs. Sur ce point, Frauke Zeller et David Harris Smith jugent les résultats globalement positifs.
Pour eux, l'expérience permet aussi de s'interroger sur la distinction entre l'utile et l'inutile, HitchBOT étant un robot sans aucune fonction productive. L'anthropomorphisme du robot lui permet de transcender le critère d'utilité habituellement appliqué aux robots et d'être traité d'une façon proche de celle par laquelle un humain en traiterait un autre. Selon les créateurs du robot celui-ci prouve que robots et humains font partie d'un seul et même « mouvement de culture technologique. Ainsi HitchBOT rappelle aux gens une dimension de la vie qui n'est pas mesurée par la productivité et la valeur d'usage. »